# 새해전야 (영화)
《새해전야》는 2021년에 개봉한 대한민국의 영화이다.

## 캐스팅
- 김강우 : 강지호 역
- 유인나 : 효영 역
- 유연석 : 재헌 역
- 이연희 : 진아 역
- 이동휘 : 용찬 역
- 천두링 : 야오린 역
- 염혜란 : 용미 역
- 최수영 : 오월 역
- 유태오 : 래환 역
- 예수정 : 오월 엄마 역
- 이준혁 : 안 코치 역
- 조한철 : 윤 대표 역
- 안세하 : 백 경장 역
- 송상은 : 송 형사 역
- 이지하 : 스키장 매니저 역
- 권오경 : 이강백 역
- 폰시 브러시 : 호세 역
- 진우진 : 첸 지사장 역
- 김지영 : 남산타워 스카프녀 역 (우정출연)
- 서현우 : 효영 남편 역 (우정출연)
- 남보라 : 효영 이웃 역 (우정출연)
- 라미란 : 결혼박사 미란 역 (특별출연)
- 손종학 : 식물 도매상 역 (특별출연)
- 정규수 : 부동산 중개인 역 (특별출연)
- 김광규 : 경찰서 민원실장 역 (특별출연)
- 최시원 : 진아 전남친 역 (특별출연)
- 김유리 : 지호 전아내 역 (특별출연)
- 오상진 : 라디오DJ / 리포터 역 (특별출연)